# Mouvement islamique du Nigeria

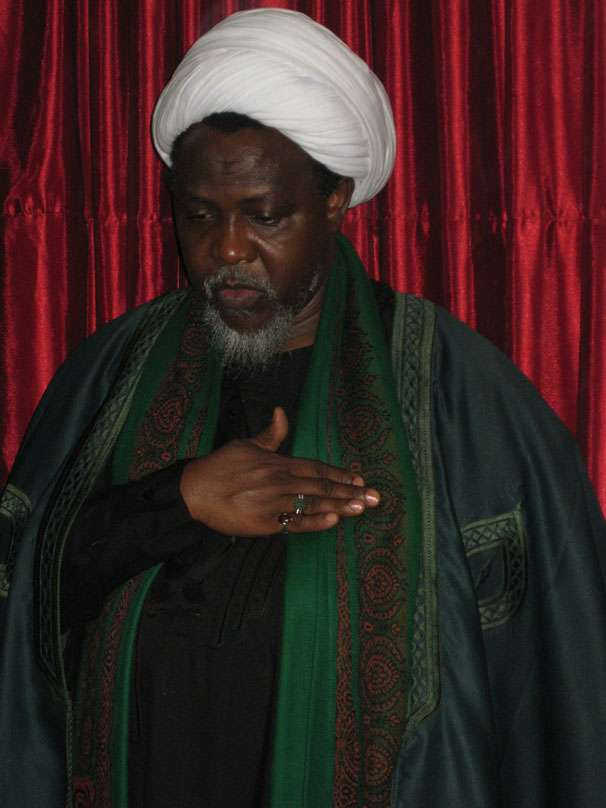
Ibraheem Yaqoub Zakzaky

Le Mouvement islamique du Nigeria (MIN), une organisation islamiste chiite nigériane.

## Historique
Créé en 1984, le mouvement est soutenu par l'Iran et milite pour l'instauration d'une République islamique. Son chef, Ibraheem Yaqoub Zakzaky, est un ancien membre des Frères musulmans converti au chiisme après des voyages en Iran et admirateur de l'ayatollah Khomeini. Ses allocutions contre la dictature militaire le conduisent en prison à plusieurs reprises.
En 2015, le MIN compte plusieurs milliers de partisans, bien que les chiites soient minoritaires parmi les musulmans nigérians, sunnites à 80 %. Le MIN est basé à Zaria, où une grande mosquée a été construite par ses partisans. Cependant cette montée en puissance inquiète l'État nigérian, dont l'autorité n'est pas reconnue par le MIN. Le mouvement est toutefois non-violent
En juillet 2014, 30 personnes du mouvement sont tuées dans des affrontements avec l'armée au cours d'une procession religieuse, en décembre 2015 au moins 350 de ses membres sont tués lors du massacre de Zaria, la grande mosquée du MIN et le complexe résidentiel d'Ibrahim al-Zakzaky sont détruits,. En octobre 2018, une quarantaine de militants sont tués par la police au cours d'une manifestation. Deux autres trouvent la mort dans des circonstances similaires début juillet 2019, et une dizaine encore à la fin du mois. Le 26 juillet 2019, le gouvernement nigérian interdit le mouvement et l'inscrit sur sa liste noire des organisations considérées comme terroristes au Nigéria.